# Лук'яненко Ірина Володимирівна
Ірина Володимирівна Лук'яненко (нар. 13 вересня 1983, Київ, УРСР) — українська тренерка з фігурного катання, колишня спортсменка. Бронзова призерка Karl Schäfer Memorial (2001), Skate Israel (2003), а також трьох Чемпіонатів України з фігурного катання. У 2003 році на Чемпіонаті світу з фігурного катання серед юніорів в Остраві вона пройшла кваліфікацію у довільній програмі і посіла 23 місце в загальному заліку. ЇЇ тренувала Наталія Бутузова у Києві.
Ірина Лук'яненко працювала тренером у Києві з 2010 по 2013 роки, а потім переїхала до Кривого Рогу. Її учнем був Владислав Піхович, який входив до студентської збірної України та брав участь у Зимовій Універсіаді 2017 року.

## Програми
| Сезон     | Коротка програма                                   | Довільна програма                                                                            |
| --------- | -------------------------------------------------- | -------------------------------------------------------------------------------------------- |
| 2002-2004 | - The Question of U виконавця Принс (англ. Prince) | - «Закон протилежностей» (англ. Canone inverso) композитора Енніо Морріконе                  |
| 2001-2002 | - Reflections of Passion виконавця Yanni           | - «Чотири пори року» композитора Антоніо Вівальді, який виконував Jacques Loussier Orchestra |

## Спортивні досягнення
| Міжнародні                                 | Міжнародні | Міжнародні | Міжнародні | Міжнародні | Міжнародні | Міжнародні |
| Змагання/Сезон                             | 1999-2000  | 2000-2001  | 2001—2002  | 2002—2003  | 2003—2004  | 2004—2005  |
| ------------------------------------------ | ---------- | ---------- | ---------- | ---------- | ---------- | ---------- |
| Golden Spin of Zagreb                      |            |            |            | 14         |            | 14         |
| Nebelhorn Trophy                           |            |            |            |            | 14         |            |
| Schäfer Memorial                           |            |            | 3          | 12         |            |            |
| Skate Israel                               |            |            |            |            | 3          |            |
| Зимова Універсіада                         |            | 9          |            |            |            | 17         |
| Міжнародні: Юніори                         |            |            |            |            |            |            |
| Чемпіонат світу серед юніорів              |            |            |            | 23         |            |            |
| ISU Junior Grand Prix в Болгарії           |            |            | 7          |            |            |            |
| ISU Junior Grand Prix в Чеській Республіці |            | 10         |            |            |            |            |
| ISU Junior Grand Prix в Італії             |            |            | 13         |            |            |            |
| ISU Junior Grand Prix в Україні            |            | 8          |            |            |            |            |
| Національні                                |            |            |            |            |            |            |
| Чемпіонат України                          | 4          | 3          | 4          | 4          | 3          | 3          |
| J. = Молодший рівень                       |            |            |            |            |            |            |